# Kara Goucher
Kara Goucher, voorheen Kara Grgas-Wheeler (New York, 9 juli 1978) is een Amerikaanse middellange- en langeafstandsloopster. Zij nam tweemaal deel aan de Olympische Spelen, maar wist bij die gelegenheden geen medailles te veroveren.

## Biografie

### Eerste titels
Goucher werd als Kara Grgas geboren. Toen ze vier jaar was, verhuisde moeder Patty haar gezin (Kara met haar zusters Kelly en Kendall) naar Duluth, Minnesota, nadat haar vader was doodgereden door een dronken automobilist. Toen haar moeder hertrouwde, nam Goucher de naam aan van haar stiefvader en werd ze bekend als Kara Wheeler. Zij studeerde aan de Universiteit van Colorado, waar ze toetrad tot het atletiekteam. In 2000 won zij het NCAA-kampioenschap op de 3000 m, de 5000 m en het veldlopen. Nadat ze in 2001 was afgestudeerd, kampte ze meerdere jaren met blessures. Intussen trouwde zij met Adam Goucher (eveneens Amerikaans hardloper) en verhuisde later met hem naar Eugene.
In 2006 maakte Goucher haar comeback. Ze nam begin april deel aan de wereldkampioenschappen veldlopen in het Japanse Fukuoka, waar zij op de korte afstand 21e werd in 13.24. Dat jaar werd ze ook tweede op de 5000 m bij de Amerikaanse kampioenschappen en verbeterde hierna op internationale wedstrijden haar persoonlijke records op verschillende afstanden. Ze werd derde in strijd om de wereldbeker op de 3000 m in een nieuwe persoonlijk besttijd van 8.41,42. Op de 3000 m behoort ze tot de snelste Amerikaanse atletes ooit en op de 10.000 m is zij zelfs de tweede snelste Amerikaanse ooit.

### Bronzen plak op WK
Op de wereldkampioenschappen van 2007 nam Kara Goucher deel aan de 10.000 m. Van alle deelneemsters bleek zij het beste in staat om het tempo van de Ethiopische Tirunesh Dibaba en de Turkse Elvan Abeylegesse, van origine eveneens een Ethiopische, te volgen. En terwijl Dibaba in 31.55,41 naar haar beste seizoenstijd en het goud snelde en Abeylegesse in 31.59,40 het zilver voor zich opeiste, bemachtigde de Amerikaanse achter dit tweetal in 32.02,05 de bronzen medaille, de beste prestatie uit haar carrière. Enkele dagen later startte haar man Adam in de series van de 5000 m, die hij overleefde. In de finale werd hij, acht dagen na de prestatie van zijn vrouw, 11e in 13.53,17.

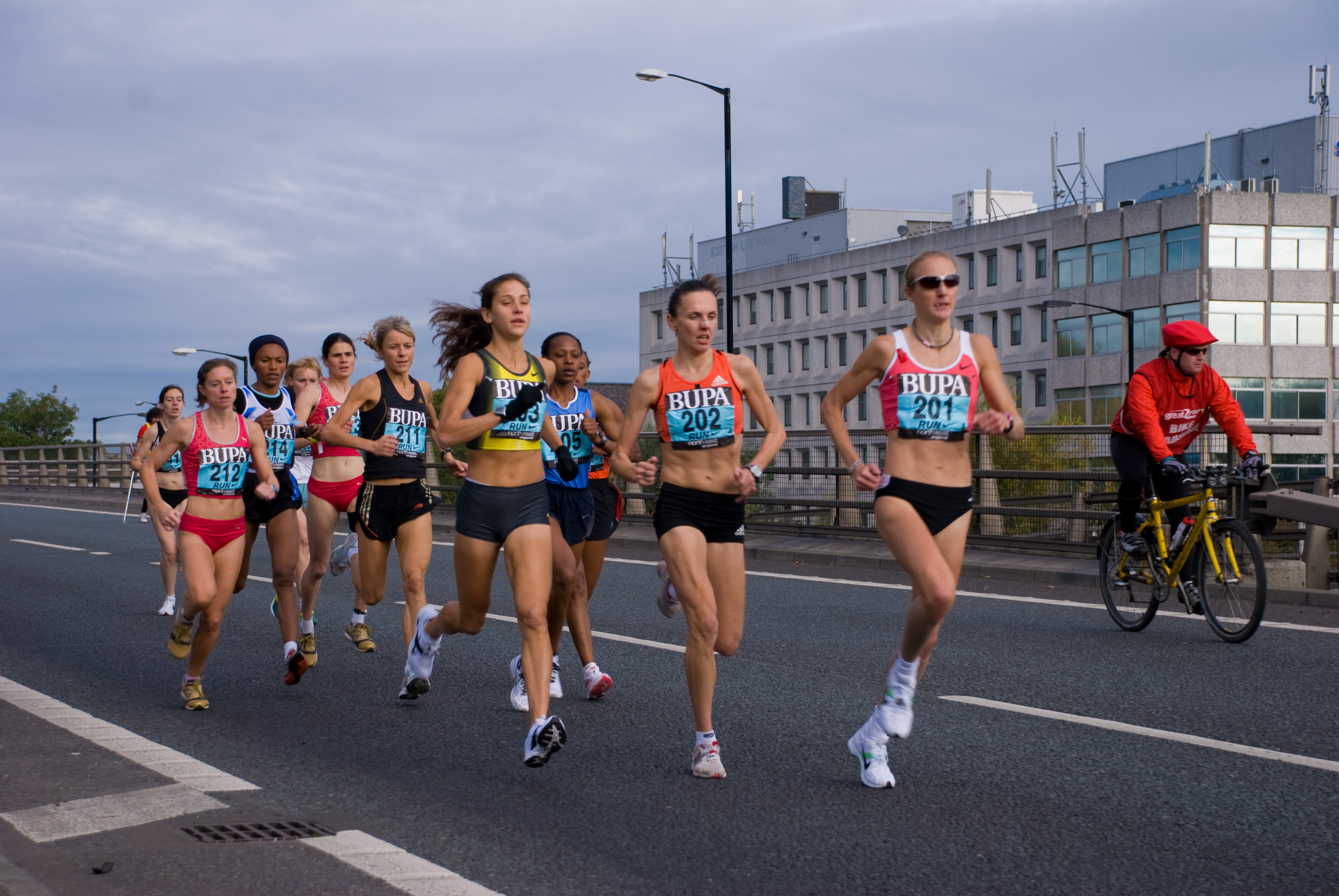
Great North Run 2007: Kara Goucher nog in het kielzog van Paula Radcliffe.

Een maand later debuteerde zij op een afstand die langer was dan 10.000 m: zij nam deel aan de Great North Run in Newcastle, een halve marathon, die ze won vóór Paula Radcliffe in 1:06.57, de snelste tijd die zij tot nu toe ooit op deze afstand heeft gelopen. Aangezien het hier om een point-to-point race betrof op een parcours met een sterk verval, kon deze tijd echter niet als PR worden erkend.

### Tweemaal finaliste in Peking
Aan het begin van 2008 was Goucher deelneemster aan de prestigieuze Millrose Games, een evenement dat sinds 1914 steevast plaatsvindt op de eerste vrijdag in februari in Madison Square Garden in New York. Ze liep er de mijl, waarop zij tot haar beste persoonlijke indoorprestatie van 4.36,03 kwam. Vervolgens was ze aan het begin van het buitenseizoen present op de Prefontaine Classic baanwedstrijd in Eugene, waar ze uitkwam op de 5000 m. Meseret Defar had er een aanval op het wereldrecord gepland, die weliswaar mislukte, maar achter Defar (die tot 14.38,73 kwam) en de Keniaanse Vivian Cheruiyot finishte Goucher als derde in haar op een na snelste tijd ooit: 14.58,10.
In augustus was Goucher ook deelneemster aan de Olympische Spelen in Peking, waar zij uitkwam op de 5000 en de 10.000 m. Het laatste nummer, waarvan de finale direct op de openingsdag van de Spelen plaatsvond, werd vooral door toedoen van de Nederlandse Lornah Kiplagat een snelle, waarbij de winst uiteindelijk naar hetzelfde tweetal en in dezelfde volgorde ging als een jaar eerder in Osaka, Dibaba en Abeylegesse. En hoewel Kara Goucher haar race meer dan een minuut eerder beëindigde dan op de WK in 2007 en in haar snelste tijd ooit, 30.55,16, kwam ze er ditmaal niet verder mee dan een tiende plaats. Een week later finishte ze op de 5000 m in 15.49,39 precies één plaats hoger, als negende.
Vervolgens debuteerde zij later dat jaar, op 2 november, op de marathon tijdens de New York City Marathon. Ze werd er in 2:25.53 derde en was hiermee de eerste Amerikaanse die het podium haalde sinds Anne Marie Lauck in 1994.

### Marathon op WK
In 2009 nam Kara Goucher in maart eerst deel aan de halve marathon van Lissabon, die zij won in 1:08.30, waarna zij zich een maand later aan haar tweede marathon waagde, die van Boston, welke jaarlijks wordt gehouden op de derde maandag van april, Patriot's Day. Ze finishte in deze wedstrijd, die pas in de eindfase werd beslist, als derde in 2:32.25, negen seconden achter winnares Salina Kosgei. De marathon was vervolgens ook het atletiekonderdeel waaraan zij deelnam op de WK in Berlijn. Ze werd op het parcours, dat was uitgezet op de fraaie laan Unter den Linden met start en finish bij de Brandenburger Tor, tiende met een tijd van 2:27.48. Later werd dit een negende plek, doordat de oorspronkelijke nummer acht Nailja Joelamanova werd gediskwalificeerd wegens dopinggebruik.
Goucher is lid van het Nike Oregon Project, een project dat is ontwikkeld om het niveau van het Amerikaanse langeafstandslopen te verbeteren. Ze traint samen met atleten als Galen Rupp, haar echtgenoot Adam Goucher, Josh Rohatinsky en Amy Yoder Begley en wordt gecoacht door de Amerikaanse hardlooplegende Alberto Salazar.

## Titels
- Amerikaans kampioene 5000 m - 2008, 2009
- NCAA-kampioene 3000 m - 2000
- NCAA-kampioene 5000 m - 2000
- NCAA-kampioene veldlopen - 2000

## Persoonlijke records
Baan
| Onderdeel   | Prestatie | Datum             | Plaats    |
| ----------- | --------- | ----------------- | --------- |
| 1500 m      | 4.05,14   | 27 augustus 2006  | Rieti     |
| 1 Eng. mijl | 4.37,58   | 28 mei 2009       | Beaverton |
| 2000 m      | 5.41,28   | 7 juni 2009       | Eugene    |
| 3000 m      | 8.34,99   | 9 september 2007  | Rieti     |
| 2 Eng. mijl | 9.41,32   | 20 mei 2007       | Carson    |
| 5000 m      | 14.55,02  | 16 september 2007 | Berlijn   |
| 10.000 m    | 30.55,16  | 15 augustus 2008  | Peking    |

Weg
| Onderdeel      | Prestatie | Datum           | Plaats   |
| -------------- | --------- | --------------- | -------- |
| 10 km          | 32.33     | 18 maart 2012   | New York |
| 15 km          | 49.02     | 18 maart 2012   | New York |
| 20 km          | 1:05.40   | 18 maart 2012   | New York |
| halve marathon | 1:08.05   | 2 augustus 2009 | Chicago  |
| 30 km          | 1:43.14   | 5 augustus 2012 | Londen   |
| marathon       | 2:25.53   | 2 november 2008 | New York |

Indoor
| Onderdeel   | Prestatie | Datum           | Plaats   |
| ----------- | --------- | --------------- | -------- |
| 1 Eng. mijl | 4.33,19   | 30 januari 2009 | New York |
| 3000 m      | 8.46,65   | 7 februari 2009 | Boston   |

## Palmares

### 3000 m
- 2006:  Wereldbeker - 8.41,42

### 5000 m
Kampioenschappen
- 2008: 9e OS - 15.49,39
- 2009:  Amerikaanse kamp. - 15.20,94

Golden League-podiumplek
- 2007:  ISTAF – 14.55,02

### 10.000 m
- 2007:  WK - 32.02,05
- 2008: 10e OS - 30.55,16

### halve marathon
- 2007:  Great North Run - 1:06.57
- 2009:  halve marathon van Lissabon - 1:08.30
- 2012:  halve marathon van New York - 1:09.12
- 2014: 6e halve marathon van Philadelphia - 1:11.41

### marathon
- 2008:  New York City Marathon - 2:25.53
- 2009:  Boston Marathon - 2:32.25
- 2009: 9e WK in Berlijn - 2:27.48
- 2011: 5e Boston Marathon - 2:24.52
- 2012: 10e OS - 2:26.07
- 2013: 6e Boston Marathon - 2:28.11
- 2014: 14e New York City Marathon - 2:37.03

### veldlopen
- 2006: 21e WK veldlopen - 13.24